# Oswald Harring
Karl Oswald Harring, född 4 maj 1903 i Kävlinge församling, Malmöhus län, död 29 juni 1979 i Slottsstadens församling, Malmö, var en svensk arkitekt.
Harring studerade vid Kungliga Tekniska högskolan 1926–1930 och vid Kungliga Konsthögskolan 1937. Han var anställd hos Rolf Bolin 1929–1930 och vid Kooperativa förbundets arkitektkontor 1931–1932. Han bedrev egen verksamhet i Stockholm 1933, i Östersund 1933–1935, åter i Stockholm från 1935 och senare i Malmö. Han var stadsarkitekt i Furulunds köping, i Teckomatorps municipalsamhälle samt i Harrie och Rönneberga utomplansområden till 1978.